# Pogrom mławski
Pogrom mławski (26 i 27 czerwca 1991 roku w Mławie) – zbiorowy wybuch agresji części mławian skierowanej przeciwko mieniu najbogatszych przedstawicieli miejscowej ludności romskiej.

## Przebieg zdarzeń
Impulsem do wybuchu kilkudniowych zamieszek był wypadek samochodowy, który nastąpił 23 czerwca około godziny 23.00 na przejściu dla pieszych przy ulicy Piłsudskiego (róg Zuzanny Morawskiej). Wypadek spowodował siedemnastoletni Roman Paćkowski, należący do mniejszości romskiej. Wbrew obiegowym opiniom sprawca posiadał prawo jazdy. Sprawca zbiegł z miejsca wypadku nie udzielając pomocy ofiarom i ukrył się. W wypadku zostało poszkodowanych dwoje Polaków: przebywający na przepustce dwudziestojednoletni żołnierz, który w wyniku obrażeń kilka dni po wypadku zmarł i towarzysząca mu siedemnastoletnia dziewczyna, u której zdarzenie spowodowało uraz psychiczny. Społeczność romska w Mławie przez dwa dni ukrywała sprawcę wypadku, odmawiając wskazania miejsca jego pobytu organom ścigania. Do wydania sprawcy przyczynił się ówczesny zastępca komendanta policji, nadkom. Stanisław Czerwiński. W wyniku pertraktacji z wójtem społeczności romskiej 25 czerwca sprawca wypadku został przywieziony na komendę policji, a w dniu następnym 26 czerwca przyprowadzono samochód, którym spowodowano wypadek. Ze względu na rosnące napięcie społeczne policja rozplakatowała informację o pojmaniu i osadzeniu w areszcie poza obrębem miasta sprawcy wypadku, jednak to nie zdołało uspokoić nastrojów. 26 czerwca (dwa dni po wypadku) tłum Polaków przez dwa kolejne dni, w różnych odstępach czasu i z różnym nasileniem, dokonywał czynnych napaści na domostwa, własność i mienie Romów zlokalizowane w różnych częściach miasta, uchodzących od lat za „cygańskie”. Większość ludności romskiej w trakcie wydarzeń opuściła miasto, niewielki odsetek ukrywał się u Polaków. Nie doszło do fizycznej napaści na żadnego przedstawiciela mniejszości romskiej, a cała agresja tłumu skierowała się na niszczenie mienia. W wyniku zamieszek dokonano dużych zniszczeń w majątkach należących do Romów. W sumie zniszczono całkowicie siedemnaście domów, a częściowo (napastnicy nie zdołali się do nich wedrzeć) cztery, zdemolowano też dziewięć mieszkań. Do Mławy sprowadzono dodatkowe oddziały policji, wprowadzono godzinę policyjną. Premier Jan Krzysztof Bielecki powołał komisję specjalną, która oszacowała straty ludności romskiej poniesione w wyniku zamieszek na 4,8 mld złotych (wartość sprzed denominacji). Wydarzenia zostały nazwane przez media „pogromem mławskim”. Za udział w zajściach zarzuty postawiono 21 osobom, 17 osób zostało skazanych na kary pozbawienia wolności od pół roku do 2,5 roku oraz grzywny i nawiązki, 10 osobom sąd zawiesił wykonanie kary i dał dozór kuratora.

## Geneza
Wydarzenia w Mławie zostały jednoznacznie ocenione jako konflikt etniczny, wybuch nacjonalizmu. Jedynym szerzej znanym opracowaniem na ich temat jest raport Cyganie i Polacy w Mławie, konflikt etniczny czy społeczny?, opracowany na zlecenie Centrum Badania Opinii Społecznej przez Annę Gizę-Poleszczuk i Jana Poleszczuka opublikowany w grudniu 1992 roku. Jego autorzy doszukują się przyczyn, które uruchomiły wybuch nacjonalizmu będący tylko wyrazem głębszych konfliktów o charakterze społecznym i politycznym, przeciwstawiając się jednocześnie prostej interpretacji wydarzeń w kategoriach wybuchu nacjonalizmu. Jako źródło konfliktu zostały wskazane:
- próby przełamania tradycyjnego stereotypu Cygana, rozumianego jako czynnik określający status Romów i wzajemne relacje między Polakami i Romami – według tego stereotypu Cygan nie jest już biedny, brudny, wesoły, nie prosi, nie zaznacza swojej podległości i niższości, lecz jeździ autem dobrej marki, mieszka w „belwederze” (określenie budowanych przez zamożnych Romów rezydencji), obnosi się z bogactwem, staje się elitą, otwarcie sugeruje, że ma władze lokalne i policję w kieszeni i niczego się nie boi, a to wszystko przy dalszym utrzymaniu stereotypu oszusta, złodzieja, cwaniaka uchylającego się od obowiązków społecznych, służby wojskowej, obowiązku szkolnego, legalnej pracy.
- frustracja ekonomiczna związana z kryzysem gospodarczym – zajścia antycygańskie mają miejsce w okresie gwałtownego spadku statusu materialnego mławian i gwałtownego wzrostu bezrobocia. Bezrobocie w Mławie sięga 35%, podczas gdy w skali kraju 10%. Na jedną ofertę pracy w Mławie przypadają 122 osoby, w skali kraju 66 (dane GUS z sierpnia 1992). Bezrobocie wśród młodzieży do 25 roku życia sięga 40%;
- erozja autorytetu władzy – Mława wcześniej jest areną konfliktu z okolicznymi rolnikami, połączonym z blokadą dróg i miejscowej mleczarni, co jest dla mławian świadectwem bezradności władz lokalnych i centralnych, które nie potrafią zaprowadzić porządku publicznego. W świadomości społecznej trwa pamięć o wcześniejszym (sprzed roku) wypadku samochodowym spowodowanym również przez Roma, którego sprawca uniknął odpowiedzialności.

Wypadek z dnia 23 czerwca stał się wśród mławian tematem domysłów, spekulacji i komentarzy. Mimo pojmania i osadzenia w areszcie sprawcy wypadku oraz akcji informacyjnej o tym fakcie przeprowadzonej przez policję, nie udało się uspokoić nastrojów. Romowie nie pojawiali się w miejscach publicznych świadomi napięcia i zagrożenia. Początek zamieszkom dało kilkunastu młodych mężczyzn zebranych w jednym z lokali niskiej kategorii. W czasie dwudniowych zamieszek nie zostały zaatakowane baraki biedoty romskiej, gniew został wyładowany na bogatych rezydencjach, a w drugim dniu zamieszek także na mieszkaniach należących do miejscowych Romów. Ten fakt jest przytaczany jako argument przeciwko nacjonalistycznemu charakterowi ataku, gdyż tłum obierał cele selektywnie, podczas gdy atak z pobudek czysto nacjonalistycznych dotknąłby wszystkich przedstawicieli Romów, bez względu na status majątkowy.